# 汤姆·曼

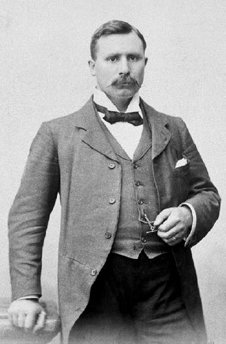
汤姆·曼

托马斯·曼（英語：Thomas Mann；1856年4月15日—1941年3月13日），通称汤姆·曼（Tom Mann），英国工人运动家、演讲家，赤色职工国际领导人。

## 生平
早年参加工人运动。1884年8月，英国社会民主联盟在民主联盟的基础上成立时，他同哈·奎尔奇、爱·艾威林、爱琳娜·马克思等社会民主党人即马克思主义的拥护者参加联盟，构成英国社会主义运动的左翼。1889年4月日，联合成立“煤气工人和杂工工会”，同爱琳娜·马克思、艾威林等积极参加、领导新工联的组织工作。同年8月13日，同艾琳娜·马克思等领导伦敦东头的码头工人和其他工人，组织起新的工人联合会，发动大规模的游行示威和罢工斗争。1924年8月，英国全国少数派运动在伦敦宣布成立，汤·曼当选为执委会主席，后任名誉主席。1927年春，随国际工人代表团到中国，参加中共五大开幕式。1941年3月13日，去世。

## 延伸阅读
- Hyman, Richard Workers' Union, 1898–1929 Oxford University Press 1971 ISBN 0-19-828252-4
- Pollitt, Harry Tom Mann: A Tribute 1941
- Torr, Dona Tom Mann Lawrence & Wishart, 1944
- Torr, Dona Tom Mann and his times Volume 1 Lawrence & Wishart, 1956
- Williams, David Not In the Public Interest Hutchinson, 1965
- White, Joseph L. Tom Mann Manchester University Press, 1991
- Tsuzuki, Chushichi, Tom Mann 1856-1941: The Challenges of Labour, Clarendon Press, 1991